# Genicanthus bellus
Genicanthus bellus е вид бодлоперка от семейство Pomacanthidae. Видът не е застрашен от изчезване.

## Разпространение и местообитание
Разпространен е във Вануату, Гуам, Индонезия, Кокосови острови, Маршалови острови, Микронезия, Остров Рождество, Острови Кук, Палау, Северни Мариански острови, Тонга, Филипини, Френска Полинезия и Япония.
Обитава океани, морета и рифове. Среща се на дълбочина от 24 до 110 m, при температура на водата от 23,1 до 26,3 °C и соленост 34,8 ‰.

## Описание
На дължина достигат до 18 cm.
Популацията на вида е стабилна.